# Playa de Dumas
La Playa de Dumas es una playa urbana a lo largo del Mar Arábigo ubicada a 21 kilómetros al sur oeste de la ciudad de Surat, en el estado indio de Gujarat.  Esta playa es famosa por su arena negra. Es un popular destino turístico en el sur de Gujarat. Aparte de la playa, los lugares de interés en Dumas, incluyen el templo Dariya Ganesh ubicado junto a la playa principal. El paseo tiene varias tiendas que venden aperitivos indios como Bhajiya, Pav Bhaji, dulce asado en carbón vegetal, entre otros. Hay varios restaurantes que sirven comida india y china. Las opciones vegetarianas están disponibles. Los baños están disponibles cerca del Círculo Morarji Desai.